# Relativismo lingüístico
La relatividad lingüística es un conjunto de hipótesis, entre ellas la hipótesis de Sapir-Whorf, sobre el supuesto efecto psicológico y cognitivo de la lengua materna en la variación cultural. De acuerdo con varias hipótesis relativistas, dos hablantes de lenguas muy diferentes conceptualizarían de manera algo diferente los mismos fenómenos, por efectos cognitivos asociados al vocabulario y particularidades gramaticales de sus lenguas.
La propia línea evolutiva y genealógica determina cómo han ido los individuos procesando la realidad con base a su capacidad de diálogo interior. Este diálogo interior se produce normalmente en la lengua materna, que ha sido objeto de uso común entre el individuo y sus semejantes. Esta situación muta en el momento que los individuos adquieren o 'recuerdan' la capacidad de mutar su estado cognitivo hacia otras estructuras de pensamiento que proporcionen codificaciones distintas de la propia estructura, creando sinapsis únicas y nuevas, que a su vez generan resultados distintos.
La programación neurolingüística se basaría implícitamente en aplicar la capacidad de relativizar (moldear), nuestra lingue (semántica - idioma de entrada) a nuestro propio diálogo interior, y con ello producir un cambio sustancial en la forma de afrontar la realidad que se nos expone, a través de redefinir conceptos, anclar sensaciones y generar gatillos a través de palabras clave.
Por lo tanto, la forma que tienen los individuos de procesar la realidad algunos creen que se debe al idioma que manejan y a la propia estructura que tiene este de descomponerse, o viceversa. Esto según se dice supuestamente determina el cómo se habla y entiende la gente: por qué algunos grupos están donde están, se comportan como se comportan y ejecutan, en general, un patrón constante ante la vida.

## Introducción
La idea de que la estructura de la lengua materna influye en el razonamiento de los hablantes tiene estudios en los campos de la antropología lingüística, psicología, psicolingüística ciencia cognitiva, sociolingüística, sociología y filosofía del lenguaje, y ha sido materia de numerosos estudios en todos esos campos. La idea de la influencia lingüística también ha capturado la atención de autores y artistas creativos, inspirando numerosas ideas en la literatura, en la creación de lenguajes artificiales y hasta terapias como la programación neurolingüística.

## Historia
Las ideas relativistas se remontan a varias fuentes, una de ellas el pensamiento nacional romántico alemán de principios del siglo XIX, donde el lenguaje fue visto como la expresión del espíritu de una nación, idea propuesta por Wilhelm von Humboldt y Johann Wolfgang von Goethe entre otros. Esta idea fue retomada de una manera ligeramente diferente por académicos de la incipiente escuela estadounidense de Antropología como Franz Boas o Edward Sapir. Benjamin Lee Whorf, estudiante de Sapir, agregó observaciones de cómo percibía estas diferencias lingüísticas en los procesos de razonamiento y comportamiento. Whorf ha sido visto desde entonces como uno de los principales proponentes de la relatividad lingüística.
La insistencia de Whorf en la importancia del relativismo lingüístico como un factor en la cognición humana atrajo la oposición de muchos lados. El psicólogo Eric Lenneberg decidió comprobar las asunciones y aserciones de Whorf. Formuló el principio de la relatividad lingüística como una hipótesis experimental y emprendió una serie de experimentos examinando si rastros de relatividad lingüística podían ser identificados en el campo de la percepción del color. En los años 60 la idea de la relatividad lingüística tuvo un contraargumento desde el ámbito académico, proveniente del paradigma que prevalecía en lingüística y antropología, personificado en Noam Chomsky, que tensionó la naturaleza universal del lenguaje humano y el razonamiento. El estudio de Brent Berlin y Paul Kay de 1969 mostró que la terminología del color es materia de restricciones semánticas universales, la teoría de Sapir-Whorf fue completamente desacreditada.

### Desarrollos recientes
Desde finales de la década de 1980, los integrantes de una nueva escuela de relatividad lingüística, basados en los avances en el área, han examinado los efectos de las diferencias de la categorización lingüística sobre el razonamiento encontrando un extenso soporte para la hipótesis en contextos experimentales. Los efectos de la relatividad lingüística han sido mostrados especialmente en el campo de la cognición espacial y en el uso social de la lengua, pero también en el campo de la percepción del color. Estudios recientes han demostrado que la percepción del color es particularmente propensa a los efectos de la relatividad lingüística cuando es procesada en el hemisferio izquierdo del cerebro, sugiriendo que esta parte del cerebro depende más del lenguaje que el lado derecho. Actualmente una vista equilibrada de la relatividad lingüística es apoyada por muchos lingüistas sosteniendo que influye en ciertos procesos cognitivos en caminos no triviales pero que los otros procesos son mejor vistos como sujeto de factores universales. La investigación actual está centrada en explorar los caminos en los cuales el lenguaje influye en el pensamiento y hasta qué punto.